# Thomson Cove
Die Thomson Cove (französisch Baie Thomson) ist eine Bucht am Kopfende der Flandernbucht an der Danco-Küste des Grahamlands im Norden der Antarktischen Halbinsel. Sie liegt dort nördlich des Étienne-Fjords.
Die Kartierung der Bucht geht auf Teilnehmer der Vierte Französische Antarktisexpedition (1903–1905) des Polarforschers Jean-Baptiste Charcot zurück. Charcot benannte sie nach dem französischen Politiker Gaston Arnold Marie Thomson (1848–1932), Marineminister Frankreichs im Jahr 1905. Das UK Antarctic Place-Names Committee übertrug am 23. September 1960 die französische Benennung ins Englische.